# Campeonato de Apertura (Chile)
Das Campeonato de Apertura war ein chilenischer Fußballwettbewerb der von 1933 bis 1950 mit Ausnahme der Jahre 1935, 1936, 1939, 1946 und 1948 mit wechselndem Austragungsmodus und Namen als Vorsaisonturnier ausgetragen wurde. Es wird oft als Vorgängerwettbewerb des chilenischen Pokalwettbewerbs, der Copa Chile, angesehen.
Der Wettbewerb ist nicht zu verwechseln mit dem Torneo de Apertura, der Halbsaisonmeisterschaft der Fußballmeisterschaft Chiles.

## Gewinner
- 5 Titel: CD Santiago Morning
- 4 Titel: CSD Colo-Colo
- Je 1 Titel:
  - Audax CS Italiano
  - CD Magallanes
  - Santiago FC
  - Santiago National FC
  - Unión Española

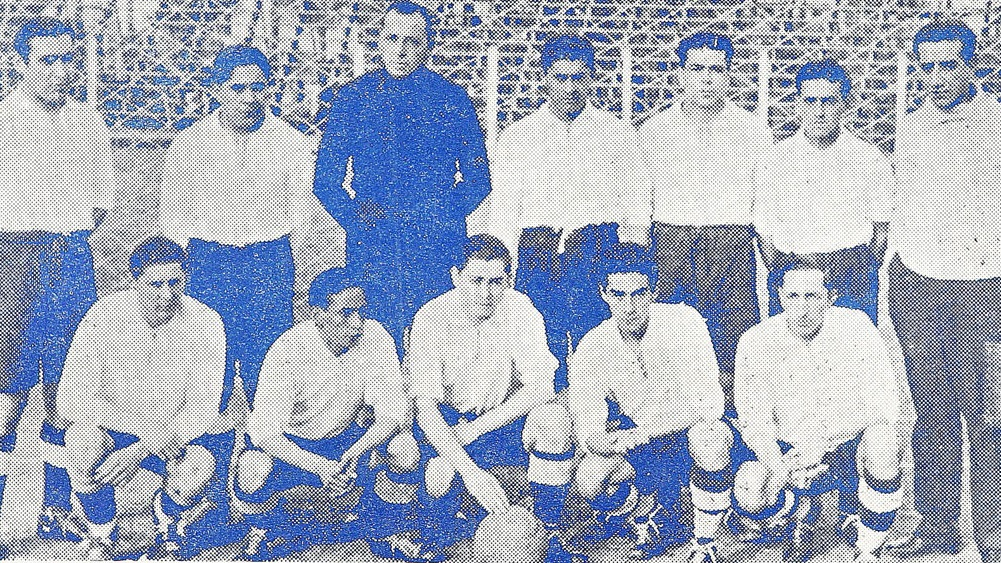
Colo-Colo Gewinner der Copa César Seoane 1933

Die Vereine Santiago FC und Morning Star SC vereinigten sich 1936 zu CD Santiago Morning.

## Finalspiele
| Jahr | Sieger               | Finalist                | Ergebnis | Name des Pokals       |
| 1950 | CD Santiago Morning  | Audax CS Italiano       | 2:2      | Copa Carlos Varela    |
| 1949 | CD Santiago Morning  | Santiago Wanderers      | 3:2      | Copa Preparacion      |
| 1947 | Unión Española       | CDSC Iberia             | 2:0      | Copa Preparacion      |
| 1945 | CSD Colo-Colo        | Unión Española          | Liga     | Copa Campeones        |
| 1944 | CD Santiago Morning  | Unión Española          | Liga     | Copa Jaime Rodriguez  |
| 1944 | CD Santiago Morning  | Audax CS Italiano       | 1:1      | Copa Campeones        |
| 1943 | CD Santiago Morning  | Audax CS Italiano       | 4:3      | Copa Campeones        |
| 1942 | Santiago National FC | Santiago Badminton      | 2:1      | Copa Apertura         |
| 1941 | Audax CS Italiano    | CD Magallanes           | 2:1      | Copa Apertura         |
| 1940 | CSD Colo-Colo        | CF Universidad de Chile | 3:2      | Copa Apertura         |
| 1938 | CSD Colo-Colo        | Audax CS Italiano       | 3:1      | Copa Apertura         |
| 1937 | CD Magallanes        | Audax CS Italiano       | 2:0      | Copa Apertura Aliviol |
| 1934 | Santiago FC          | CSD Colo-Colo           | 4:2      | Copa Apertura         |
| 1933 | CSD Colo-Colo        | Unión Española          | 2:1      | Copa Cesar Seoane     |

CD Santiago Morning wurde 1944 und 1950 wegen der besseren Tordifferenz über den gesamten Turnierverlauf Turniersieger.